# Seleção de Futebol da República Popular de Lugansk
A Seleção de Futebol da República Popular de Lugansk é a equipe que representa a República Popular de Lugansk, localizada no leste da Ucrânia, em competições de futebol. RP Lugansk não é afiliada à FIFA ou a UEFA, e, por isso, não pode disputar a Copa do Mundo ou a Eurocopa. A equipe, entretanto, é membro da CONIFA.

## História
A União de Futebol de Lugansk foi fundada em 4 de outubro de 2014. A seleção é treinada por Anatoliy Kuksov, lenda do Zorya Luhansk. RP Lugansk participou da qualificação para a Copa do Mundo ConIFA de 2018, mas não conseguiu se classificar. Com a entrada da Seleção de Lugansk na CONIFA, esta foi criticada por apoiar o “Separatismo apoiado pela Rússia”. A seleção de Lugansk estava confirmada para participar da Copa Europeia ConIFA de 2019, entretanto, a seleção se retirou.
A primeira partida internacional da Seleção de Lugansk ocorreu em 29 de maio de 2015, e foi uma derrota de 1 a 0 para a Seleção Abecásia de Futebol.
A equipe realiza seus jogos no Avanhard Stadium, em Lugansk.